# Cruciforme
Cruciforme refere-se a algo que tem a forma de cruz. Aplica-se principalmente a plantas de várias igrejas cristãs. 

## Planta cruciforme

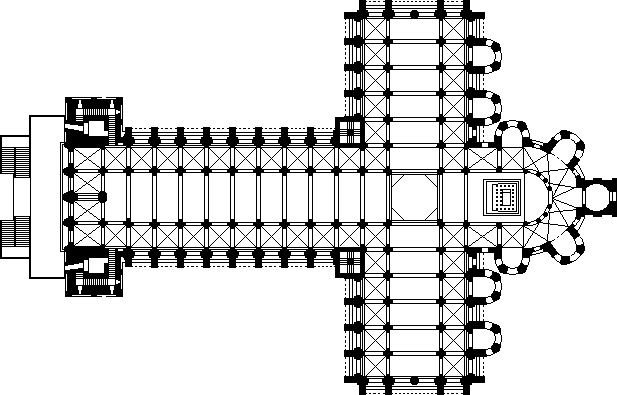
Planta Original Catedral de Santiago de Compostela, com a típica planta cruciforme.

Este modelo é bastante comum em igrejas cristãs. As igrejas construídas segundo este tipo de projeto são compostas principalmente por duas naves cruzadas: a nave principal, normalmente mais alta do que o resto do corpo, situando-se ao centro e atravessa a igreja desde a entrada (nártex) até ao altar; e o transepto, perpendicular à nave principal. O espaço definido pela intersecção da nave e do transepto é denominado de cruzeiro, cuja cobertura é composta pelo zimbório ou tambor que serve como base estrutural da cúpula.
Quando as proporções da nave principal e do transepto são as mesmas, trata-se de uma "planta de cruz grega". Caso a nave principal apresente um maior comprimento em relação ao transepto, é portanto denominada "planta de cruz latina". Em ambos os casos, a igreja divide-se nas seguintes áreas:
- Uma das extremidades, geralmente a leste, contém o altar, o retábulo e um conjunto de vitrais ricamente decorados, através do qual a luz do sol ilumina o interior;
- O extremo oeste, onde normalmente possui a entrada principal;

- Dois corredores (naves) que compõem o transepto, que podem conter capelas de pequenas dimensões, como também pequenos espaços úteis, como é exemplo a sacristia, o órgão, etc.